# Luke Hemsworth
Pour les articles homonymes, voir Hemsworth (homonymie).
Luke Hemsworth (né le 5 novembre 1980 à Melbourne dans l’État de Victoria) est un acteur australien. Il est surtout connu pour ses rôles de Nathan Tyson dans la série télévisée australienne Les Voisins et d'Ashley Stubbs dans la série télévisée américaine de science-fiction Westworld.

## Biographie
Né à Melbourne dans l’État de Victoria en Australie, Luke est le fils de Leonie, un professeur d'anglais et de Craig Hemsworth, conseiller en services sociaux. Il fut élevé au territoire du Nord avec ses deux frères cadets, Chris et Liam qui sont eux aussi acteurs. Quelques années plus tard, il s'installe avec sa famille à Phillip Island.

### Vie privée
Depuis 2006, il est en couple avec Samantha Hemsworth, ils se sont mariés en 2007. Ils ont eu quatre enfants : Holly (née en 2009), Ella (née en 2010) , Harper Rose (née en 2012) et Alexandre (né en 2013).

## Carrière
Luke a tenu le rôle de Nathan Tyson dans le soap opéra australien, Les Voisins de 2001 à 2002, il est revenu en 2008 le temps de 3 épisodes, dans le rôle de John Carter.
Il fait ses premiers pas au cinéma en 2014 dans, The Anomaly de Noel Clarke.
En 2016, il rejoint le casting de Westworld, aux côtés d'Anthony Hopkins, Evan Rachel Wood, Tessa Thompson (qu'il retrouvera dans Thor) ou encore James Marsden.

## Filmographie

### Cinéma
- 2014 : The Anomaly de Noel Clarke : Agent Elkin
- 2014 : The Reckoning (en) de John V. Soto : Detective Jason Pearson
- 2014 : Kill Me Three Times de Kriv Stenders : Dylan Smith
- 2015 : Infini (en) de Shane Abbess : Charlie Kent
- 2016 : Osiris, la 9ème planète (Science Fiction Volume One: The Osiris Child) de Shane Abbess : Travek (voix originale)
- 2017 : Thor : Ragnarok de Taika Waititi : l'acteur de théâtre interprétant Thor (caméo)
- 2017 : Wild Bill (Hickok) de Timothy Woodward Jr  : Wild Bill Hickok
- 2018 : We Are Boats de James Bird : Lucas
- 2018 : Cops Incrimination (River Runs Red) de Wes Miller : Von
- 2018 : Premier contact de Paul J. Salamoff : Will Dawkins
- 2019 : Crypto de John Stalberg Jr.: Caleb Duran
- 2020 : Death of Me de Darren Lynn Bousman : Neil
- 2021 : Asking for It de Eamon O'Rourke : Vernon
- 2022 : Thor: Love and Thunder de Taika Waititi  : l'acteur de théâtre interprétant Thor (caméo)
- 2022 : Bosch & Rockit de Tyler Atkins : Bosch
- 2024 : Land of Bad de William Eubank : le sergent Abel
- 2024 : Gunner de Dimitri Logothetis : Lee Gunner

### Séries télévisées
- 2001 - 2002 / 2008 : Les Voisins (Neighbours) : Nathan Tyson / John Carter
- 2003 : Grand Galop (The Saddle Club) : Simon
- 2004 : Blue Heelers (en) : Glen Peters
- 2005 : Last Man Standing (en) : Shannon Gazal
- 2005 : All Saints (en) : Ben Simpson
- 2007 : Satisfaction : Paul le boucher
- 2008 : Son Altesse Alex (The Elephant Princess) : Oncle Harry
- 2009 : Carla Cametti PD (en) : L’électricien
- 2009 : Tangle (en) : John
- 2011 : The Bazura Project (en) : Villain
- 2012 : Bikie Wars: Brothers in Arms : Shadow
- 2012 : Winners & Losers : Jackson Norton
- 2016-2022 : Westworld : Ashley Stubbs
- 2021 : Young Rock : coach Erickson